# Motivul mioarei năzdrăvane în „Miorița”
Între episodul soborului (a judecății) și episodul testamentar, în variantele cele mai vechi a existat la un moment dat un liant (o temă) care a asigurat o cursivitate necesară textului. Una dintre situații, probabil cea mai veche, are în vedere dialogul tânărului păcurar cu turma oilor agitate: “Când cu apa o-nturnat / Oile tăte-o zderat” sau cu oaia năzdrăvană: “Oaia lui cea oacheșă”, “Zbiară oaia cea pistruie”. Această temă, peregrinând prin Transilvania, a dezvoltat, în sudul țării, episodul mioarei năzdrăvane.

## Colind
Vasile Latiș (Păstoritul în Munții Maramureșului, 1993) consemnează: “Oaia-i sfântă. Oile la începutul vremurilor vorbeau ca oamenii și pășteau în grădina Domnului, neînțărcate. Dar ele au mâncat florile și Domnul s-a supărat, pedepsindu-le: «Lasă, că voi da eu pe mâna celor tari în vârtute și slabi la minte, să vă stăpânească!» De atunci stau oile în țarcuri și tot de atunci și-au pierdut graiul (…). În lupta cu timpul și cu primejdia oile devin prieteni ai omului: veghează nocturn când omul doarme, privește și face semn” 
Aceeași idee o regăsim la Tache Papahagi: “Oaia e sfântă, pân-ce are lână, și când o dai pomană, apoi oaia se scutură în cea lume de rouă și-apoi potolea focul de pă suflet la acela care dă oaia pomană” 
Pornind de la această credință a sfințeniei oilor, cu timpul s-au născut și alte legende despre o anumită mioară năzdrăvană sau mioară-oracol: Se crede că păstorul care va spune cu regularitate, în fiecare seară, câte o poveste diferită – timp de o sută de zile – “atunci va face oaia un mnel năzdrăvan – spuneau bătrânii – să poată ști tăt ce-ai să pățești” 
În contradicție cu cele afirmate de Mircea Eliade, Adrian Fochi (1985) susține că de fapt mioara nu prevestește viitorul, ci, întâmplător, asistă la dialogul ciobanilor care pun la cale complotul și ulterior re-transmite informația moldoveanului. Dar există o bogată literatură de specialitate despre capacitatea de predicție a animalelor, ce depășește sfera speculațiilor. Câinele, pisica, oaia, calul, șobolanul etc. au dovedit că, în anumite împrejurări, pot presimți o primejdie iminentă, având instincte mult mai exersate decât omul. Iar în cazul unor animale domestice, unde relația afectivă dintre animal și om e mai puternică, mesajul e extrem de explicit și transmis celui vizat printr-un comportament ieșit din comun.
Vasile Latiș notează: “Oaia face semn: este vorba de oaia știră sau vâlfașă. «Are vâlfă», «știe», «prevestește». Este vorba de oaia-mioară care «se mârlește dar nu fată», pe care maramureșenii nu o taie și nu o vând. Ba dimpotrivă: o au în grijă specială pentru că «e bună de primejdie». Semnul pe care-l face: e supărată, zbiară, nu-și află locul, se uită la om (informatorii mei). Semnul se înțelege astfel: are să se întâmple ceva cu turma (pagubă, boală, fiară), cu păcurarul și, în ultimă instanță, cu cei din familie, de acasă. Iminența adversității e cu totul crezută” 
Acestă credință este reflectată într-o colindă din Lăpuș (Maramureș):  “Coborât-o de la munte / Florile dalbe (refren) / Trei păcurari cu oi multe / Florile dalbe de măr (refren). / La o verde poieniță / La o rece fântânița, / La oi le dădură sare / Ii să prinsă de gustare. / Când gustară ei mai bine / Oaia ochișică vine. / Cu piciorul lor le face, / Ce vede la ea nu-i place. / Vin tri hoți, di pa izvoară / Cu securi și cu topoară / Pă păcurari să-i omoară. / Păcurarii samă-o luat / Cânișorii i-o strâgat / Și pă hoți i-o amuțat / Și pă hoți i-o alungat / Păste-un deal și păste-o vale / Până lângă-o apă mare. / Și de-acolo, până-n sară, / Oile tăte-și pornea-lă. / Păcurarii pângă ei / Cu fluierii zâceră” 
Presupusa calitate de aspirant, pe care eroul (din variantele colind) o are, nu-l îndreptățește să aibă o oaie oacheșă. El trebuie să facă dovada că o merită. Această mioară năzdrăvană e tocmai răsplata istovitoarelor etape de inițiere, adică sfințenia, curățenia și înțelepciunea. Deocamdată cel mic e un mus, un adolescent. Oaia oacheșă apare mai degrabă în compania păcurarilor maturi sau bătrâni și prea rar (sau deloc) a copilandrilor.
Ulterior textul evoluează spre generalizarea acestui episod al mioarei. O particularitate a sistemului de texte mioritice este vârsta și ipostazele în care se află eroul:
- mus, copilandru, aspirant – în variantele nord-transilvănene;
- adolescent, îndrăgostit, încă aspirant – în variantele din centrul Transilvaniei;
- adult, matur, proprietarul unor turme de oi, un inițiat, curat, nevinovat, capabil să dialogheze cu mioara năzdrăvană – în versiunea-baladă din Muntenia și Moldova.
Fiecare regiune geografică i-a adăugat ani ciobanului, surprinzându-l într-o altă postură, conservand un strat mental diferit, dar evolutiv. Episodul mioarei a fost introdus exact acolo unde trebuia și când trebuia.

## Baladă
Trecând Carpații cu toate aceste achiziții, cântecul se îmbogățește succesiv cu noi episoade. Secvența larma oilor, devine episod de sine stătător construindu-se sub influența și a altor creații din zonă. E de semnalat faptul că există în folclorul sud-est românesc un repertoriu de balade în care tema mioarei răzbate fie ca episod central, fie ca unul secundar. Un bun exemplu este balada Cealip-Costea, consemnată de G. Dem. Teodorescu . “Într-o altă variantă a baladei [Fulga], intitulată Cealip-Costea, pe când acesta se întoarce la stână constată că Fulga (..) i-a prădat stâna și că din toate oile lipsea «Mioara rucărea, / Dragă lui Costea, / C-alta-n turmă nu era / Mai isteață decât ea. / Când simțea de vremuri grele / Trăgea oile-n perdele; / Când simțea de vremuri bune / Trăgea oile-n pășune». Oaia rucăreană este, în alți termeni, o variantă a oii bârsane sau a oiței năzdrăvane din Miorița”.  Costea îl prinde și îl ucide pe Fulga, decapitându-l. Eroic, răzbunător, coleric, ciobanul Costea apare în antiteză cu păstorul din Miorița. Singurul fir care leagă cele două balade este mioara – aceleași abilități (istețime, previziune) și același atașament față de stăpân.
După saltul din colind în baladă, o mioară precum cea salvată de Costea devine unul dintre personajele principale, capătă glas și se străduiește să-și avertizeze stăpânul și eventual să-l salveze de la moarte. Dar păstorul poartă deja pecetea destinului, devenit tragic numai din pricina modificărilor survenite pe parcurs în cadrul epic inițial al cântecului. Valorificarea perseverentă a acestui episod în versiunea-baladă a determinat schimbări majore în structura epică a cântecului. În loc ca fârtații să-i comunice ori să-i sugereze hotărârea lor de a-i face legea – precum în versiunea-colind – mioara primește rolul ingrat de a-i aduce la cunoștință funesta sentință.
Acest cântec, dacă ar fi avut șansa de a-și continua evoluția, ar fi fost deposedat treptat de clasicul incipit, al coborârii oilor de la munte, “pe-un picior de plai / pe-o gură de rai”; de asemenea, fârtații și implicit complotul lor ar fi dispărut din scenă – realizându-se astfel o închidere a cercului, adică o apropiere de variantele nord-transilvănene: spontan și neprovocat, un păstor discută despre moarte cu una din mioarele preferate; dar nu despre o moarte iminentă, ci una rânduită de destin.
În unele variante culese la începutul secolului al XX-lea, în replica mioarei sunt preluate deja toate elementele necesare pentru a reface contextul narațiunii, fârtații fiind îndepărtați. Astfel, balada debutează cu interpelarea ciobanului: “- Mioriță, riță, / Cu lâna prăviță, / Cu gura de țâță, / De trei zile-ncoace / Gura nu-ți mai tace. / Ori iarba nu-ți place? / - Stăpâne, stăpâne, / Rămânem cu tine. / S-a vorbit muntean / Și cu moldovean / Tăt să mi-l omoare, / Tot pe cel vrâncean / C-are oi mai multe…”  Variante asemănătoare au fost consemnate de I. Stoian (Vrancea, 1927), Constantin Brăiloiu (Tulcea, 1932), Tudor Pamfile (Galați, 1910).
Mitul ce-l incumbă mioara năzdrăvană este unul universal, în speță ontic: “Discuția asupra mitului mioritic (al Oii Năzdrăvane și al rolului ei complex) nu a ieșit vreodată din impas, chiar dacă multe observații au aprofundat într-adevăr mitul propriu zis și au decelat fenomenalitatea lui originală, scria V. Kernbach în 1989. Oaia Năzdrăvană este glasul destinului supradivin, mitul fiind unul al existenței ca atare. Iar acest mit ontic, perfect cristalizat, reprezintă conversiunea spațiului concret, profan, în timpul abstract, cosmic; în desfășurarea epică a mitului asistăm la absorbția spațiului de către timp”.